# Magic 19
Albums de Bishop Nehru
Nehruvia: The Nehruvian EP
(2015)
Magic 19 est une mixtape de Bishop Nehru, sortie le 3 juillet 2016.

## Liste des titres
| No  | Titre                                                            | Contient un (des) sample(s) de | Durée |
| --- | ---------------------------------------------------------------- | ------------------------------ | ----- |
| 1.  | Did I Find It (Produit par Bishop Nehru)                         |                                | 5:43  |
| 2.  | It's Whateva (Produit par Tay $lay)                              | Studio B 121 de Frank Dukes    | 3:42  |
| 3.  | Cake Up (Produit par Bishop Nehru)                               |                                | 2:21  |
| 4.  | $acred Visions (Produit par Bishop Nehru)                        |                                | 4:11  |
| 5.  | Tu Tienes Que Saber (You Should Know) (Produit par Bishop Nehru) |                                | 4:45  |
| 6.  | He The Man (Produit par Bilbo)                                   |                                | 2:57  |
| 7.  | One of a Kind (Produit par Bishop Nehru)                         |                                | 4:29  |
| 8.  | Highs and Lows (Produit par Bishop Nehru)                        |                                | 4:14  |
| 9.  | I Know (Angel of My Dreams) (Produit par Bishop Nehru)           |                                | 4:08  |
| 10. | How It Goes (Produit par Bishop Nehru)                           |                                | 3:42  |
| 11. | Midnight Reflecting (Produit par Ricky Reasonz & GRiMM Doza)     |                                | 1:50  |